# Склад індивідуального зберігання

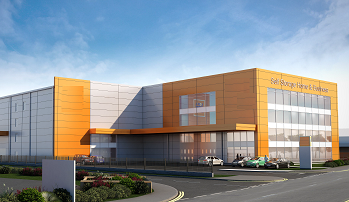
Приклад типового приміщення

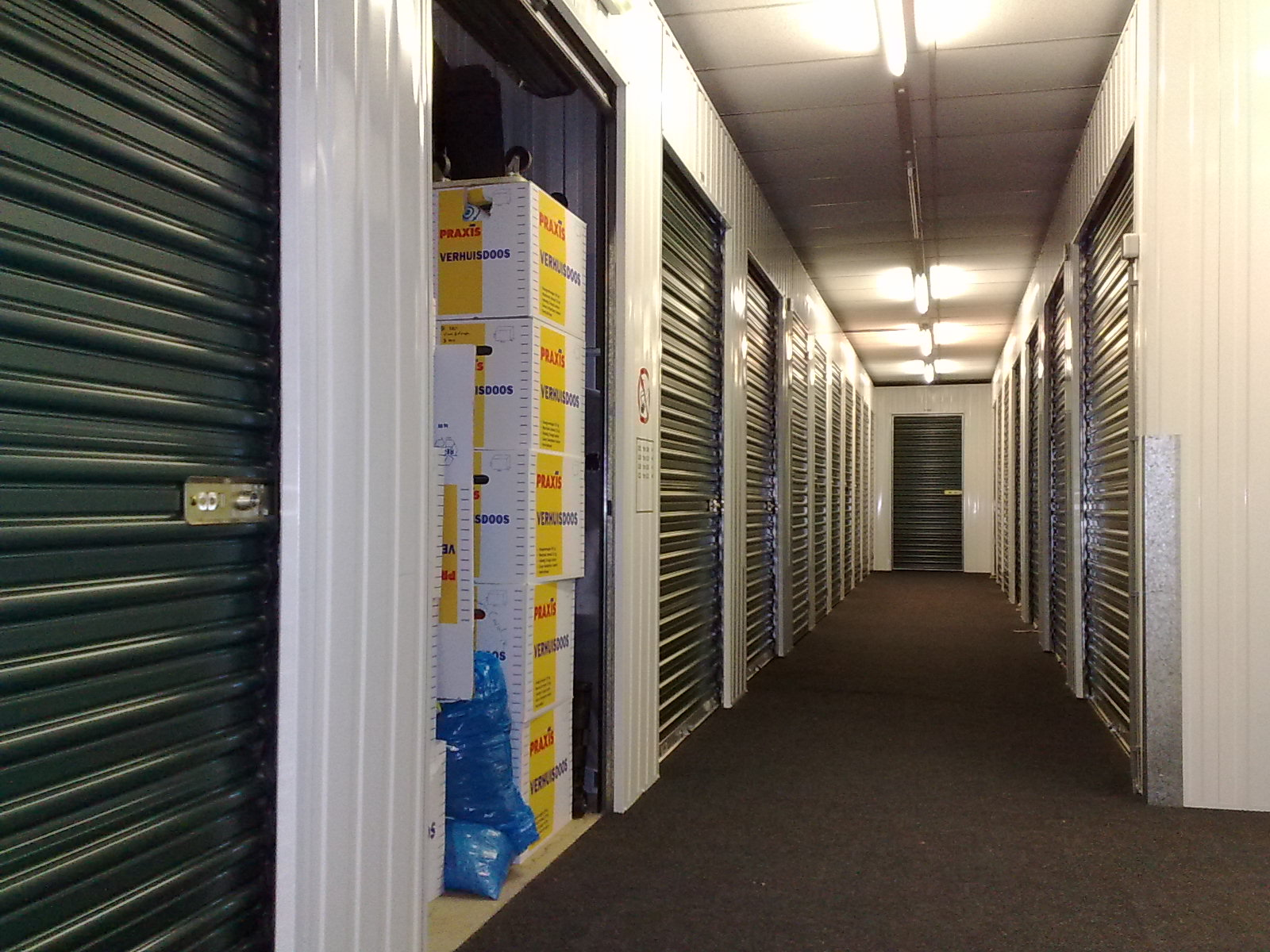
Всередині приміщення

Склад індивідуального зберігання (англ. Self storage) — сукупність міні-боксів (осередків, кімнат, міні-складів), що здаються в оренду на обмежений термін, як правило, від місяця. Призначені як для зберігання особистих речей (меблі, одяг, мототехніка та інше) приватних осіб, так і власності комерційних організацій (техніка, архіви та ін.). В Україні послуга self storage популярна серед власників інтернет-магазинів.
Перша згадка про спеціально організоване зберігання датується 4-м тисячоліттям до н. е. У Єгипті виникають спочатку продовольчі склади, а потім і склади для зберігання речей.
Для кожного типу товарів відводилась своя складська зона, яка була позначена певним кольором. Власники складів того часу приділяли належну увагу облаштуванню складських приміщень, вентиляційним та дренажним пристосуванням.
Багато уваги складському зберіганню товарів приділялось у період розквіту Римської імперії. Це було обумовлено великою активністю у торгівлі, мандрах та завоюваннях.
Однак до 500 року до н. е. потреба у спеціальних місцях для зберігання відчутно зменшилась, склади практично вийшли з ужитку.
У X столітті н. е. складські системи зберігання почали відновлюватися у Венеційській республіці, яка була розташована на перетині найбільших торгівельних шляхів між Європою та Азією.
Далі двигуном складського розвитку стала європейська промислова революція. Вона призвела до зростання кількості міського населення і збільшенню площ для зберігання усього, необхідного городянам.
Індустрія зберігання завжди активно розвивалася там, де був відповідний торговий обіг. Батьківщина сучасних складів — США — не виняток. Саме Америка стала першовідкривачем self storage в часи перших поселенців, коли один з них, П. Мінует, почав приймати речі на зберігання у місцевих мешканців.
До Першої світової війни основним завданням американських складів було зберігання. Проте торговий бум 40-х років XX століття виразно позначив необхідність перегляду складських завдань. Тепер потрібно було приділяти більше уваги дистрибуції товарів. В цей же період в Америці з'являються склади для індивідуального зберігання, а з 70-х років вони починають поширюватися по всьому світу.
В Україні послуга self storage в її повноцінному поданні (бокси малих розмірів, безмежний доступ до особистого боксу, багаторівнева охорона) з'явилася в 2015 році.
Бокси розміщуються в закритому приміщенні під охороною. Кожен бокс має власне освітлення. Доступ орендаря до особистого боксу можливий 7 днів на тиждень, 24 години на добу. Термін оренди — від 1 тижня до 1 року.
Послуга індивідуального зберігання в Україні нова і має особливості. Наприклад, можливість модифікації боксу. У бокс можуть бути додані стаціонарні полки, дерев'яна підлога. Така гнучкість послуги пояснюється новизною сфери self-storage в Україні і становленням її стандартів обслуговування, очікуваних українськими споживачами.

## Сучасні склади
Наприкінці 2019 року на промислових та комерційних земельних ділянках у США було 47,539 складів індивідуального зберігання. Шість найбільших публічних торговельних операторів зберігання володіють або працюють приблизно 18 % складів.